# Реттельнський замок
Реттельнський замок (нім. Burg Rötteln) — руїни середньовічного замку на горі поверх села Реттельн в німецькому місті Леррах у федеральній землі Баден-Вюртемберг, недалеко від кордону зі Швейцарією і Францією.
Реттельнський замок довгий час був одним з найбільших оборонних споруд на південному заході Німеччини, і є третьою за розміром руїною замку в Бадені.
Протягом своєї історії замок служив резиденцією членам Реттельнського дому, маркграфам Заузенбергським і Баден-Дурлагським. У роки Тридцятилітньої війни став ареною запеклих битв, і був зруйнований. Остаточно втратив своє військове значення під час Франко-голландської війни у 1678 році.
Замок Роттельн знаходиться під управлінням «Державних замків та парків Баден-Вюртемберга», і відкритий для відвідин.